# Jeremy Lawrance
Jeremy Norcliffe Haslehurst Lawrance (Jinja, Uganda, 12 de desembre de 1952) és un filòleg i hispanista anglès especialitzat en la literatura espanyola del segle d'or espanyol. És professor emèrit de literatura espanyola a la Universitat de Nottingham.

## Biografia
Lawrance nasqué el 1952 a Jinja, prop del naixement del riu Nil. La seva mare era Elizabeth Ann Haslehurst i el seu pare Jeremy Charles Dalton Lawrance, funcionari del Servei Colonial del Govern Britànic i autor d'estudis sobre el poble Teso i la seva cultura. Va ser educat a King's School de Canterbury i posteriorment a Balliol College d'Oxford, on es va graduar el 1978 i doctorar el 1983. Del 1978 al 1985 va ser fellow al Magdalen College d'Oxford i el 1985 va marxar a la Universitat de Manchester, en la qual va ser primer lector i, a partir del 1993, professor de literatura espanyola fins al 2006. Des d'aleshores exerceix de professor d'Estudis del segle d'or espanyol a la Universitat de Nottingham. Lawrance té una filla fruit del matrimoni amb Martha María de las Mercedes Camargo Álvarez. Entre les seves aficions esmenta "buscar cromlecs amb la meva filla, entretenir els amics, evitar ser capturat per elefants, la música forta, futbol geriàtric, Bolonya".

## Obra
Autor d'una seixantena d'estudis, les seves àrees de recerca es concentren en la cultura i literatura espanyola del període comprès entre l'edat mitjana tardana, el renaixement i el barroc. De la seva obra destaca la traducció crítica dels escrits polítics de Francisco de Vitoria, publicat el 1991 juntament amb Anthony Pagden i també la contribució d'un capítol ("Death in Tirant lo Blanc") al llibre Tirant lo Blanc: New Approaches, editat per Arthur Terry el 1999.

## Obres destacades
- On Fifteenth-Century Spanish Vernacular Humanism a Ian Michael i Richard A. Cardwell (eds.), Medieval and Renaissance studies in honour of Robert Brian Tate (Oxford: Dolphin, 1986)
- Francisco de Vitoria: political writings, ed. i traduït amb Anthony Pagden (Cambridge University Press, 1991)
- The Middle Indies: Damião de Góis on Preseter John and the Ethiopians a Renaissance Studies 6 (1992)
- Alfonso de Palencia: Gesta Hispaniensia, ed. i traduït amb Brian Tate, vol. 1 (1998), vol. 2 (1999)
- Black Africans in Renaissance Spanish literature, capítol 3 de Thomas Foster Earle, K. J. P. Lowe (eds.), Black Africans in Renaissance Europe (2005)
- Illustrating the Language: the cultural role of translation in the Spanish Renaissance" a Rhian Davies, Anny Brooksbank Jones (eds.), The Place of Argument: essays in honour of Nicholas G. Round (2007), pp. 125–148
- The Textual History and Authorship of Celestina, amb Alan Deyermond i Keith Whinnom (Department of Hispanic Studies, Queen Mary, University of London, 2007)
- Spanish Conquest, Protestant Prejudice: Las Casas and the Black Legend (Nottingham, 2009)
- Death in Tirant lo Blanc a Arthur Terry (ed.) Tirant Lo Blanc: New Approaches (1999)